# Église Saint-Sulpice de Bouleternère
Pour les articles homonymes, voir Église Saint-Sulpice.
L'église Saint-Sulpice de Bouleternère est une église de style possiblement roman située à Bouleternère, dans le département français des Pyrénées-Orientales.

## Situation
L'église est située au cœur de l'ancien village, en son point culminant.

## Histoire
L'église romane de Saint-Sulpice est transformée en presbytère à la suite de la construction de la nouvelle église Saint-Sulpice à ses côtés au XVIIe siècle. Le double bâtiment de l'ancienne et de la nouvelle église est frappé par la foudre le 1er juin 1891 et subit alors un violent incendie.
L'ensemble de l'église est classé au titre des monuments historiques depuis le 17 mars 1994.